# Die Rose von Stambul (film 1919)
Die Rose von Stambul è un film muto del 1919 diretto da Felix Basch. Secondo altre fonti, il regista è Arthur Wellin.
La sceneggiatura si basa sull'operetta La rosa di Stambul di Leo Fall che ne scrisse le musiche su libretto di Julius Brammer e Alfred Grünwald.

## Produzione
Il film fu prodotto dalla Amboß-Film Dworsky & Co (Berlin).

## Distribuzione
La pellicola venne presentata in pubblico, uscendo nelle sale tedesche, il 12 settembre 1919.